# Heusden-Zolder
Heusden-Zolder je město v belgické provincii Limburk. Žije v něm 32 381 obyvatel. Vzniklo 1. ledna 1977 administrativním spojením měst Heusden a Zolder.
Město ležící v historické oblasti Campine bylo známé těžbou černého uhlí, za prací sem přicházelo množství gastarbeiterů, téměř desetinu obyvatel Heusden-Zolderu proto tvoří cizinci. Poslední uhelný důl byl uzavřen v září 1992. Městem prochází Albertův kanál. Nachází se zde nemocnice Sint-Franciscusziekenhuis a střední škola Sint-Franciscuscollege. Historickými pamětihodnostmi jsou zámky Meylandt, Vogelsanck a Terlaemen a bývalá fara, sloužící od roku 1974 jako muzeum. Na stadionu De Veen se každoročně koná atletický mítink KBC Night of Athletics. Nedaleko Zolderu se nachází závodní okruh Zolder, na kterém se v letech 1973 až 1984 jezdila Grand Prix Belgie ve Formuli 1. Konalo se zde také mistrovství světa v silniční cyklistice v letech 1969 a 2002 a mistrovství světa v cyklokrosu 1970, 2002 a 2016, každoročně na Štěpána se jezdí závod světového poháru v cyklokrosu.

## Městské části
Heusden, Zolder, Bolderberg, Viversel, Boekt, Eversel, Lindeman, Berkenbos, Voort

## Osobnosti
- Roger Swerts, cyklista
- Jo Vandeurzen, politik
- Luc Nilis, fotbalista